# Səid Rüstəmov

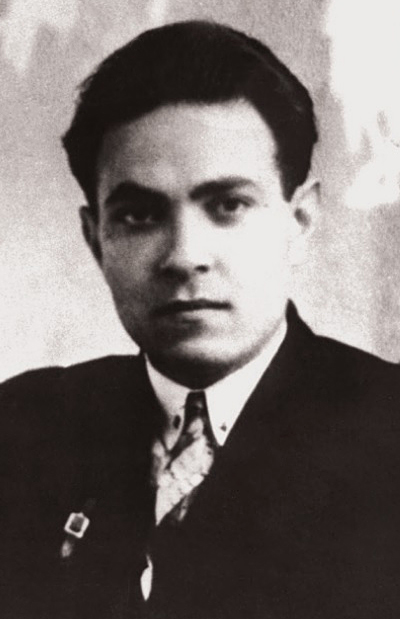
Səid Rüstəmov

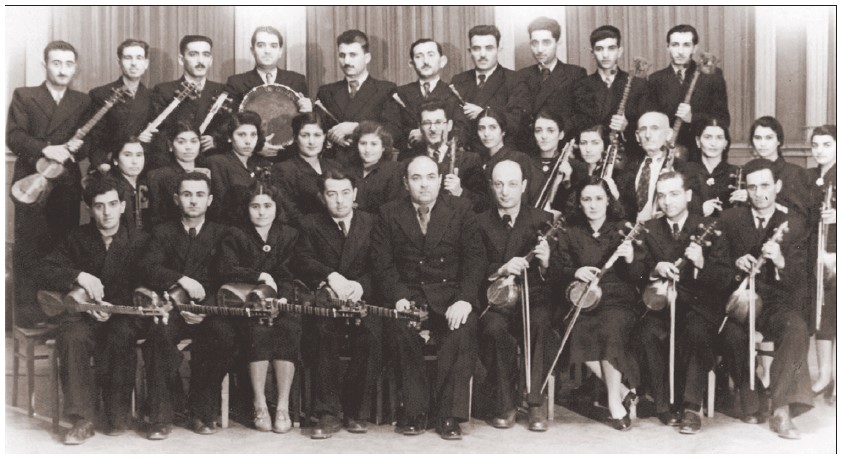
Said Rustamov mit Mitgliedern des Aserbaidschanischen Staatsorchesters für Volksinstrumente

Səid Əli oğlu Rüstəmov (auch Säid Rüstämov, russisch Саид Али оглы Руста́мов, geboren als Mircabbar Mirəli oğlu Seyidrüstəmzadə; * 12. Mai 1907 in Jerewan, Russisches Kaiserreich; † 10. Juni 1983 in Baku, Aserbaidschanische SSR) war ein sowjetischer Komponist, Dirigent und Musikpädagoge aserbaidschanischer Herkunft.

## Leben und Werk
Səid Rüstəmov verlor schon früh seinen Vater. Daher kümmerten sich seine Brüder um ihn. Er wuchs mit ihnen in Jerewan auf. Während der Unruhen 1918 musste seine Familie in die Türkei fliehen. Kurz darauf kehrten sie nach Jerewan zurück, mussten aber, nachdem ihr Haus zerstört worden war, Jerewan endgültig verlassen. Zunächst ging es nach Gəncə, später nach Ağdaş. Die Jahre in Ağdaş weckten sein Interesse an der Musik. Er erlernte auch das Klavierspiel. 1923 ging der musikbegeisterte junge Mann mit seiner Familie nach Baku und trat in das Lehrerseminar ein und erhielt Trompetenunterricht. Üzeyir Hacıbəyov, wurde durch einen Lehrer, der am Seminar unterrichtete, auf den jungen Mann aufmerksam gemacht und veranlasste, dass er ab 1924 in die Mughamklasse Mirzə Mansur Mansurovs (1887–1967) in der Abteilung für Volksinstrumente der Musikschule aufgenommen wurde und das Saiteninstrument Tar erlernte. Das Musiktechnikum schloss er 1929 ab. Schon ein Jahr zuvor wurde er an der Musikschule beauftragt, Tar zu unterrichten. 1930 verfertigte er seine erste musikalische Komposition. Die Hymne Pioner auf einem Text von Səməd Vurğun. 1932 machte er einen Abschluss an der Fakultät der Chemie am Pädagogischen Institut Aserbaidschans. 1931 gründete Üzeyir Hacıbəyov Azərbaycan Dövlət Xalq Çalğı Alətləri Orkestri, das Aserbaidschanische Staatsorchester für Volksinstrumente. Rüstəmov war von Beginn an Konzertmeister des Orchesters und von 1935 bis 1975 dessen künstlerischer Leiter und Chefdirigent. In den 1930er Jahren begann er mit dem Komponieren. Er schrieb Bayatı-kürd, eine Fantasie auf Grundlage eines Mughams für das Volksinstrumenteorchester. Später komponierte er für den Klangkörper noch mehrere Stücke, Cəngi und Qəhrəmani, drei Suiten, ein Konzert für Tar und Orchester und mehrere Kantaten. Er zeichnete sich auch bei der Komposition von Liedern aus. Beispiele sind Alagöz, Qurban adına, Bənövşə und Haradasan. Die Lieder Sürəyya , Mən sülhə səs verirəm [Ich stimme für Frieden] und Sumqayıt wurden mit dem Staatspreis ausgezeichnet. Auch bei der Entwicklung der Musikalischen Komödie in Aserbaidschan spielte er eine gewichtige Rolle. Er schrieb mit die ersten Operetten zu modernen Themen. Dazu zählen Beş manatlıq gəlin, Durna, Rəisin arvadı [Die Frau des Chefs]. Seit den frühen 1930ern unterrichtete er am Musiktechnikum in Baku. Seit 1957 unterrichtete er eine Tarklasse in der Abteilung für Volksmusik am Staatlichen Konservatorium Aserbaidschans. Später leitete er die Abteilung und erhielt die erste Professur des Fachbereichs. 1935 schrieb er das erste Lehrbuch für den Unterricht des Saiteninstrumentes Tar, die Tar məktəbi [Tarschule] und 1950 folgten Tar üçün melodik etüdlər [Melodische Etüden für Tar]. Zuvor hatte er 1948 das Skripka əlifbası [Violinalphabet] veröffentlicht. Er übersetzte mehrere musikalische Lehrwerke in Aserbaidschanische Sprache wie die Harmonielehre Nikolai Rimski-Korsakows, sammelte Volksmusik und veröffentlichte die Sammlungen Rəng und Azərbaycan xalq rəqsləri [Aserbaidschanische Volkstänze]. Er bereitete auch die Liedersammlung 300 xalq mahnısı [300 Volkslieder] mit vor, die von dem aserbaidschanischen Sänger und Gesangspädagogen Bülbül herausgegeben wurde. Ab 1934 war er Mitglied des Verbands aserbaidschanischer Komponisten, später auch Vorstandsmitglied des Verbandes. 1938 wurde er mit dem Ehrentitel Verdienter Künstler der Aserbaidschanischen SSR ausgezeichnet. Ab 1945 war er Mitglied der KPdSU. Von 1949 bis 1953 war er nach dem Tod Üzeyir Hacıbəyovs Vorsitzender des Komponistenverbandes der Aserbaidschanischen SSR. 1946 erhielt er die Medaille „Für die Verteidigung des Kaukasus“ und 1946 die Medaille „Für heldenmütige Arbeit im Grossen Vaterländischen Krieg 1941–1945“ verliehen. 1951 wurde er mit dem Stalinpreis ausgezeichnet. In diesem Jahr war er auch Leiter des Gesangs- und Tanzensembles der Aserbaidschanischen Philharmonischen Gesellschaft. 1957 wurde er Volkskünstler der Aserbaidschanischen SSR. 1959 folgte der Orden des Roten Banners der Arbeit. Im Mai 1983 erlitt Rüstəmov einen Herzinfarkt. Nach einem Klinikaufenthalt wohnte er zunächst wieder in seinem Haus in Mərdəkan, doch sein Zustand verschlechterte sich abermals und er starb am 10. Juni 1983 in Baku. Er wurde auf dem Fəxri Xiyaban in Baku bestattet.

## Gedenken
Das Azərbaycan Dövlət Xalq Çalğı Alətləri Orkestri, das Aserbaidschanische Staatsorchester für Volksinstrumente, ist zu Ehren Səid Rüstəmovs nach ihm benannt.